# Sans tambour ni trompette (film, 1950)
Pour les articles homonymes, voir Sans tambour ni trompette.
Pour plus de détails, voir Fiche technique et Distribution.
Sans tambour ni trompette est un film français réalisé par Roger Blanc, sorti en 1950.

## Synopsis
Pour le marquis Barbezieux de Saint-Rosay, la noblesse est importante. Si quelque chose peut la conforter, c'est bien son arbre généalogique. Afin d'effacer tout doute il convie en son chateau un sien cousin établi en Ecosse, qu'il charge de lui apporter ses titres de noblesse. Une première personne se présente, se disant son cousin, mais ce n'est pas lui. Puis un, puis deux, puis trois faux cousins font à leur tour leur apparition. Le vrai Saint-Rosay d'Ecosse finira-t-il par se présenter ?

## Fiche technique
- Titre français : Sans tambour ni trompette
- Réalisateur : Roger Blanc
- Scénariste et conseiller technique : Charles Bretoneiche
- Dialogues : Alexandre Breffort[1]
- Directeur de la photographie : Lucien Joulin
- Producteur délégué : Martial Berthot
- Société de production : Général Films
- Société de distribution : Les Films Georges Muller, puis La Société des films Sirius
- Ingénieur du son : Jean Bertrand[1]
- Montage : Charles Bretoneiche, assisté de Ginou Bretoneiche
- Format : Noir et blanc - 1,37:1 - 35 mm - Son mono
- Pays de production :  France
- Genre : Comédie
- Durée : 84 minutes
- Date de sortie : France, 13 juin 1950
- Affiche : Clément Hurel (France)

## Distribution
- André Gabriello : le marquis André Berbezieux de Saint-Rosay
- Jules Berry : le cousin Saint-Rosay
- Jean Parédès : le fou échappé de l'asile
- Anouk Ferjac
- Jean Temerson
- Jean Tissier
- Gaby Morlay
- Madeleine Rousset
- Jean Vinci
- Roger Rafal
- Robert Le Fort
- Nicky Charriére
- Roland Armontel
- Simone Delamare
- Catherine Fath
- Jacqueline Noëlle
- José Casa
- Lilo
- Jean-Claude Desvernay
- Nadine Picard
- Daniel Clérice
- Charles Bayard
- Lily Siou
- Marie-Reine Kergal
- Alexandre Breffort
- Max Rogerys
- Myriam Hanesco

## Autour du film
- Le film connut des difficultés financières ne put être achevé que grâce à la solidarité des techniciens[réf. souhaitée].